# Bab al-Azizia
Bab al-Azizia (en arabe : باب العزيزية,) est une caserne fortifiée, située dans les faubourgs sud de la capitale libyenne, Tripoli. Elle a servi de résidence pour le dirigeant libyen Mouammar Kadhafi, jusqu'à sa capture par les forces du Conseil national de transition (CNT) le 23 août 2011, pendant la seconde bataille de Tripoli durant la première guerre civile libyenne.
Ce complexe de 6 km2 est stratégiquement situé au sud du centre de la ville de Tripoli près de l'autoroute menant à l'aéroport, permettant un accès aisé aux institutions gouvernementales situées dans la ville, ainsi qu'un accès à la route à grande vitesse menant à l'aéroport. Le complexe a été bombardé par l'armée américaine en 1986, et a subi plusieurs bombardements des forces de l'OTAN en 2011. Après la guerre civile libyenne, l'ouvrage a été partiellement démoli. Quelques parties sont toujours debout, bien qu'en mauvais état. Les autorités ont cependant l'intention de démolir l'intégralité du complexe et de le reconvertir en un parc.

## Résidence de Mouammar Kadhafi
Dans ce vaste complexe de 6 km2, Mouammar Kadhafi affirmait mener une vie de bédouin, « sous la tente ». Selon le magazine suisse L'Hebdo, c'était le « cœur du régime », là où se trouvait la famille élargie du "guide de la révolution" et ses proches conseillers. Casemate sophistiquée avec ses trois ceintures de béton, ses moyens de transmission et son studio de télévision, elle était gardée par les meilleures troupes du pays. 
Néanmoins, pour Le Figaro, « le complexe fortifié du Guide au centre de Tripoli servait plus au protocole que de résidence permanente à Kadhafi, mais peu importe : le symbole est là ».

### Organisation du complexe
À l’entrée de la caserne, se trouvait un portrait géant de Mouammar Kadhafi, en manteau brun, et saluant la foule. À l'intérieur d'un triple mur d'enceinte (garni de volets d'acier et de meurtrières et de « deux portes blindées de trois mètres de haut ») se trouvait un complexe de bâtiments :
- une ancienne résidence de Mouammar Kadhafi, bombardée par l'aviation américaines lors de l'opération El Dorado Canyon, et devant laquelle avait été érigée une statue représentant un poing écrasant un avion de chasse américain, en mémoire de l'évènement. Il en « avait fait par la suite une sorte de musée de l’art sauvage occidental »[8]). Il l'utilisait pour ses discours retransmis à la télévision.
- une villa et des tentes bédouines dans lesquelles Mouammar Kadhafi recevait ses invités. La villa était meublée dans le style Louis XV. Le lit du "Guide", dans sa chambre, était surplombé d'une immense photo de Biarritz (France)[8].
- un centre de communications, une bibliothèque, un parc et divers ornements originaux, comme un « dôme en béton surmonté d’un aigle en cuivre », et un manège pour enfants, reproduit selon le modèle d'Alice au pays des merveilles[9].
- une zone de bunkers.

L'ensemble est bâti sur un réseau de souterrains peints en blanc, reliant les différents bâtiments. À proximité, au-delà de l’avenue Est, se trouvent des installations militaires ainsi qu'une prison.

## Guerre civile de 2011
Lors de la guerre civile de 2011, Bab al-Azizia est l'une des principales poches de résistance contre les rebelles, lors de leur conquête de la capitale. Elle est finalement prise d'assaut par ces derniers dans l'après-midi du 23 août 2011 puis pillée et visitée par les habitants de Tripoli, qui emportent généralement des souvenirs de la demeure de l'ancien « Guide ». À partir du 16 octobre 2011, les nouvelles autorités libyennes décident de détruire le complexe, qui « symbolisait le régime de Kadhafi »